# Пригородное сельское поселение (Волгоградская область)
При́городное се́льское поселе́ние — муниципальное образование (сельское поселение) в составе Фроловского района Волгоградской области.
Административный центр — посёлок Пригородный.
Глава Пригородного сельского поселения — Ефимов Михаил Сергеевич.

## География
Территория поселения вытянута с свевера на юг и расположена севернее города Фролово.
Граничит с:
- на северо-востоке — с Большелычакским сельским поселением
- на востоке — с Лычакским сельским поселением
- на юго-востоке — с Терновским сельским поселением
- на юге — с городом Фролово
- на юго-западе — с Ветютневским сельским поселением
- на северо-западе — с Михайловским районом

## Население
Численность населения составляет 1,77 тыс. человек.

## Административное деление
Код ОКАТО — 18 256 840 000
Код ОКТМО — 18 656 440
На территории поселения находятся 7 населённых пункта: 2 посёлка и 5 хуторов:
| Название    | ОКАТО          | Тип населённого пункта          | Население, тыс. чел |
| ----------- | -------------- | ------------------------------- | ------------------- |
| Пригородный | 18 256 840 001 | посёлок, административный центр | 1,12                |
| Садовый     | 18 256 840 007 | посёлок                         | 0,27                |
| Зеленовский | 18 256 840 002 | хутор                           | 0,04                |
| Илясов      | 18 256 840 003 | хутор                           | 0,01                |
| Кашулин     | 18 256 840 004 | хутор                           | 0,02                |
| Кирпичный   | 18 256 840 005 | хутор                           | 0,27                |
| Короли      | 18 256 840 006 | хутор                           | 0,04                |

## Власть
В соответствии с Законом Волгоградской области от 18 ноября 2005 г. N 1120-ОД «Об установлении наименований органов местного самоуправления в Волгоградской области», в Пригородном сельском поселении установлена следующая система и наименования органов местного самоуправления:
- Совет депутатов Пригородного сельского поселения (11 октября 2009 года избран второй созыв)
численность (первого созыва) — 10 депутатов[3]
избирательная система — мажоритарная, один многомандатный избирательный округ.
- Глава Пригородного сельского поселения — Шевцов Вячеслав Евгеньевич (избран 11 октября 2009 года)[4]
- Администрация Пригородного сельского поселения